# Мзіурі
Вокально-інструментальний ансамбль «Мзіурі» — дитячий музичний колектив з Грузії. Створений у 1970-ті роки. Складався тільки з дівчаток. Ідея створення виникла у піонерському таборі Тбіліського палацу піонерів «Мзіурі», що в перекладі означає «Сонячний».
Учасниці і співали, й грали на музичних інструментах, що вважалися «недівочими»: саксофон, ударні інструменти, бас-гітара.
У першому складі була 21 учасниця.

## Історія
Організатор і перший керівник — Рафаел Казарян. Репертуар: грузинські, вірменські, азербайджанські, російські, українські, японські народні пісні, естрадні та піонерські пісні.
Другий керівник: Гурам Джаіані, заслужений артист Грузинська РСР.
Ансамбль поставив два музичних спектакля: «Буратіно» й «Мишеловка», які транслювалися по багатьох телевізійних каналах світу.
Нагороди: Лауреат телевізійного конкурсу «Веселі нотки»;
1976 — Лауреат премії Ленінського комсомолу.
лауреат XII Всесвітнього фестивалю молоді й студентів у Москві, 1986 — лауреат міжнародного фестивалю «Радість Європи» (Белград).
З концертною програмою пісень народів світу ансамбль побував у 30 країнах світу.
Існує й зараз. Вже співає сьоме покоління дівчаток.

## Відомі учасники
Тамара Гвердцителі — прийшла до ансамблю у 10 років.,
Тамара Чохонелідзе, Ека Кахіані, Теона Контрідзе.
Майя Джабуа — стала відомою після виконання пісень «Легенда про Тбілісі» та «Друга легенда»